# 酒井家のしあわせ
『酒井家のしあわせ』（さかいけのしあわせ）は、呉美保原作・監督の日本映画。2006年に、ビーワイルド、スタイルジャム、テイクイットエージェンシー、テレビ大阪が製作。ビターズ・エンドの配給により、12月23日に公開された。サンダンス・NHK国際映像作家賞を受賞。

## ストーリー
照美は次男・次雄が生まれた年に夫と長男を事故で亡くし、暗い数年間を過ごした。
一方、酒井正和は自身が中学生の頃に母を、20歳の頃に父を亡くし、一般的な親子関係を知らない。
数年後、正和は照美と出会う。照美は次雄を連れて正和と結婚。その後、長女・光が生まれ、酒井家は4人家族となり、ようやく平凡ながら幸せな生活を送ることとなる。
次雄が中学生になった頃、夏休みを迎えるが、照美はいつも通りに幼い光の世話をすりる。正和は会社へ出勤し、次雄はサッカー部の練習に励み、それぞれが慌ただしく日々を過ごす。
数日後、お盆を迎えた酒井家は、照美の実家がある大阪で一泊するも、夕食時に兄家族がケンカするのを見て正和が笑ってしまい、照美は呆れてしまう。
9月になり、次雄は同級生の女子とのキス騒動や親友との衝突などを経験。子供から少し大人への階段を登り始める。そんな中、お盆以降、照美と正和はギクシャクした状態が続いていたのだが、ある日正和は「他に好きな人ができた」と言い、家を出てしまう。
後日、地元の祭りに出かけた次雄は、とある夜店にいた正和を見つける。ところが、目が合った途端に逃げられてしまい、後を追いかける。

## キャスト

### 酒井家
酒井次雄（さかい つぐお）
演 - 森田直幸
照美の連れ子。中学生。部活はサッカー部に所属。親しい友だちが3人おり、一緒に遊んだり出かけたりしている。早起きは得意ではないが、基本的に活発。今はサッカーや友達との遊びに夢中。
ほどなくして反抗期を迎え、大人たちの行動に不満を感じ始め感情の起伏に落差がある不安定な時期となる。
酒井照美
演 - 友近
次雄の母。しっかり者で家族思いだが口うるさい性格。若い頃に結婚していたが次雄が生まれた年に夫と長男を事故で亡くし数年間辛い時期を経験した。現在は自由気ままな夫と子供たちとの生活が上手くいくよう、日々奮闘している。次雄が金魚を飼っているがあまりマメな性格ではないため、見かねて代わりに世話をしている。
酒井正和
演 - ユースケ・サンタマリア
次雄の父。照美の二番目の夫。小さな工務店に勤務している。次雄が小学1年生の頃に照美と結婚する。関西以外の出身で家族で唯一標準語を話しているが、時々下手な関西弁を使う。温厚な性格だが、両親を早くに亡くしていることから一般的な親子の関わり方が分からず密かに不安に思っている。
酒井光（さかい ひかり）
演 - 鍋本凪々美
次雄の妹。4歳ぐらいの幼児。照美と正和との間にできた子。照美からは「ひーちゃん」と呼ばれている。どちらかと言うと「お父さん子」で正和を慕っている。
食事の時、食べ物でつい遊んでしまうのが癖。

### 酒井家に関わる主な人たち
田上一成（たがみ かずなり）
演 - 栗原卓也
次雄と同じ中学に通う親友。あだ名は「なり」。次雄の友達3人の内一番よくつるんでいる。中学校では次雄のすぐ後ろの席に座っており、彼と同じくサッカー部に所属。おちゃらけた性格でいつも他愛のないくだらないことを言いったり次雄にちょっかいを出している。
尾崎豊のファンで「禁猟区」などの曲を聴いている。
田上百合子
演 - 濱田マリ
一成の母。母子家庭で軽食喫茶店を経営している。息子同士が友達なため、照美と親しくしている。陽気でおしゃべり好きな性格。正和や麻田も時々客として訪れるため顔見知り。
麻田武
演 - 三浦誠己
正和の職場の後輩社員。時折酒井家に訪れることがあり皆から親しまれている。仕事場では正和に敬語を使って話しているが、プライベートでは「まーちゃん」と呼んでタメ口で話している。仕事でミスをすることもあるが正和から気にかけられている。
菅原和吉
演 - 赤井英和
照美の前夫の弟。次雄の叔父にあたる。自宅で染め物職人の仕事をしている。次雄が暮らす町とは少し離れた場所に住んでいる。ある日次雄が自宅に来た時に、兄(次雄の実父)が亡くなった当時のことなどを話し助言する。妻がいたが離婚しており、父と2人暮らし。寛容的な性格。

### 次雄の学校関係者
筒井秋
演 - 谷村美月
次雄の中学校の同級生で同じ小学校出身。密かに次雄に好意を寄せている。趣味は、少女漫画を読むこと。
藤田明美
演 - 本上まなみ
中学校教師。次雄のクラス担任。国語科を担当。結婚しており妊娠中。授業中に集中力が足りない一成を注意するなどしている。
堤曜造
演 - 高知東生
中学校教師。次雄が所属するサッカー部の顧問。首の右側のほくろから毛が生えていることを、次雄たちから陰でからかわれている。

### 照美の両親と兄家族
照美の父
演 - 笑福亭仁鶴
天ぷら屋を長男と経営しているが、店の改装について否定的で長男と対立している。意固地な面がある。
照美の母
演 - 山田スミ子
自身の夫と長男家族と大阪に住んでいる。嫁との関係は良好で嫁と共に日常の家事をこなしている。
照美の兄（長男）
演 - 山田雅人
ここ最近、同居する父やつとむと色々とゴタゴタしている。家族のことを考えて店の改装話を進めようとする。作中では終始イライラしている。
照美の兄嫁
演 - 水島かおり
子供を2人育て上げ娘は実家を出ているが、一緒に暮らす息子が夫とよくケンカしていることに悩んでいる。
つとむ
演 - 山本浩司
照美の甥（兄夫妻の息子）。成人しているが定職にはついておらず、日雇い労働のような働き方をしている。口やかましい父を疎ましく感じている。

### その他の人たち
和吉の父
演 - 守田比呂也
耳が遠く、認知症気味（先ほど食べたばかりなのに再度食事をしようとする）。
和吉の知人
演 - 松永京子
和吉と親しくしている。和食を作るのが得意。明るい性格だが少々場の空気が読めない。
ユキ
演 - 洞口依子
百合子の知人。妻帯者の男性と不倫していて相手のことが好きで別れられず、百合子に相談する。
その他
演 - つばさ・きよし、横田凌祐、大本翔也、田村克則、足立悠美加、松本理湖、宮崎愛梨、阿沙子

## スタッフ
- 監督：呉美保
- 音楽：山崎まさよし
- 製作者：若杉正明
- エグゼクティブ・プロデューサー：甲斐真樹、岩城正剛、三浦昇
- 企画：岩見栄治、恩田宏紀、森岡宣喜、原弘之、関根廣史
- プロデュース：久保理茎
- 撮影：喜久村徳章
- 照明：才木勝
- 編集：阿部亙英
- 録音：阿部茂
- 美術：禪洲幸久
- ロケ協力：伊賀市、上野商工会議所、伊賀上野ケーブルテレビ ほか
- スタジオ：日活撮影所
- 車輌：ウェルムーブ
- 音響効果：カモメファン
- タイトル：マリンポスト
- 現像：IMAGICA
- 特別協賛：パイロゲン赤塚
- 協賛：伊賀上野観光協会
- 製作プロダクション：ビーワイルド

## ビデオ
2007年7月6日に、特典ディスクが付録された2枚組のDVDが発売された。発売元はスタイルジャム、販売元は日活。